# Зумакулов, Борис Мустафаевич
Борис Мустафаевич Зумакулов (карач.-балк. Зумакуланы Мастафаны жашы Борис; род. 15 февраля 1940, п. Нижний Баксан, Кабардино-Балкарская АССР, РСФСР, СССР) — советский, российский партийный и государственный деятель. Член ЦК ВЛКСМ, член  ЦКК КПСС. Репрессирован. Реабилитирован.

## Биография
- 1958 — 1963 — студент историко-филологического факультета Кабардино-Балкарского государственного университета.

Член КПСС с 1961.
- 1962 — 1963 — секретарь Кабардино-Балкарского обкома ВЛКСМ.
- 1963 — 1972 — первый секретарь Кабардино-Балкарского обкома ВЛКСМ.
- 1972 — 1975 — первый заместитель Председателя Центрального Совета Всесоюзной пионерской организации им. В.И. Ленина (ЦК ВЛКСМ).
- 1975 — 1980 — заведующий отделом агитации и пропаганды Кабардино-Балкарского обкома КПСС.
- 1980 — 1990 — секретарь Кабардино-Балкарского обкома КПСС.
- 1985 — 1986 — политический советник в Афганистане. Работал с Бабраком Кармалем и Наджибуллой.
- 22.02.1990 — 01.09.1990 — второй секретарь Кабардино-Балкарского обкома КПСС.
- 1.9.1990 — 23.8.1991 — первый секретарь Кабардино-Балкарского рескома Коммунистической партии РСФСР.
- 1992 — 2001 — министр труда и социального развития Кабардино-Балкарской Республики.
- 03.2001 — 07.07.2007 — председатель Избирательной комиссии Кабардино-Балкарской Республики
- С 10.07.2007 — уполномоченный по правам человека в Кабардино-Балкарской Республике.

Избирался депутатом Верховного Совета  КБАССР,  членом ЦК ВЛКСМ, членом Центрально контрольной комиссии КПСС (1990-1991).

## Научная деятельность
- Член-корреспондент Петровской академии наук (Санкт-Петербург).
- Академик Академии социального образования РФ, Международной академии социальной работы (IASW)
- Доктор исторических наук, профессор. Докторская диссертация на тему: "Государственная социальная политика и особенности ее реализации в субъектах Российской Федерации в условиях трансформации общества, 80-90-е гг.".
- Автор 6 монографий и более 100 научных публикаций

## Награды
- 3 ордена «Знак Почета»
- 2 ордена Дружбы народов
- иностранный орден «За заслуги перед республикой Афганистан» I степени.

## Семья
- Зумакулов, Мустафа Башчиевич (1898 — 1963) — отец, активный участник Гражданской войны на Северном Кавказе, секретарь Эльбрусского райисполкома, репрессирован в 1939 г. (освободился в 1946 г.), жена и 8 детей вместе с балкарским народом были депортированы в Киргизию.
- Зумакулова, Танзиля Мустафаевна (род. 1934) — сестра, советская и российская балкарская поэтесса, лауреат Государственной премии РСФСР им. М. Горького.